# الطيب العقبي
الطيب بن محمد بن إبراهيم المشهور بالطيب العقبي، عالم من الجزائر وأحد أشهر دعاتها، كان عضو في جمعية العلماء المسلمين الجزائريين وأحد رواد النهضة والإصلاح في الجزائر خلال الحقبة الإستعمارية. اشتهر بمواقفه القوية ضد الشرك والبدع والخرافات، حتى كان الطرقيون والمبتدعة يطلقون على دعاة التوحيد لقب “عقبي”.
هاجر مع عائلته إلى المدينة المنورة وهو ابن خمس أو ست سنوات، تلقى العلم في الحرم النبوي الشريف، عمل مع شريف مكة في جريدة القبلة. عاد إلى الجزائر عام 1337 هـ/ 1920 م. وكان من الأعضاء المؤسسين ل جمعية العلماء المسلمين، كان له نشاط كبير في الدعوة إلى الله حيث كان يتردد على الأماكن العامة كالمقاهي والنوادي الليلية للدعوة إلى الله، وقد هدى الله على يديه خلق كثير. عرف الشيخ بالجرأة على قول الحق ولا يخاف في ذلك لومة لائم، بالإضافة إلى نشاطه في مجال الصحافة كان قلمه سيالا بكثرة مقالاته في جريدة الشهاب والبصائر التابعتين لجمعية العلماء المسلمين الجزائريين.

## ترجمة ذاتية
هذه الترجمة كان قد كتبها بنفسه ونشرت في الجزء الأول من كتاب «شعراء الجزائر في العصر الحاضر» لمؤلفه الأديب الجزائري الكبير الأستاذ محمد الهادي السنوسي الزاهري. يقول الطيب العقبي:
ولدت ببلدة سيدي عقبة الجزائر ليلة النصف من شهر شوال سنة 1307 هـ/ 1890 م، حسب ما استفدته من مجموع القرائن الدالة على تعيين هذا العام، ويحتمل أن تكون ولادتي بعد ذلك التاريخ بنحو العام لأني لم أجد قيدا صحيحا لسنة ولادتي. والدي هو «محمد بن إبراهيم بن الحاج صالح» وإلى هذا ينسب اليوم كل فرد منا وبه تعرف عائلتنا، فيقال لكل منا «ابن الحاج صالح»، وعائلتنا من أوسط سكان البلدة، فلا هي أعلاها ولا هي أدناها. أصل أول من سكن بلدة سيدي عقبة من جدودنا من أولاد عبد الرحمن بجبل «أحمر خدو» بالجهة التي تسمى منه باسم «كباش».
يتصل نسبنا على التحقيق بالرجل الشهير عند أهل تلك الجهة المعروف لديهم بالولاية والصلاح حتى أنهم يحجون قبره وقبته المقامة عليه، ويقال عنه أنه شريف النسب أيضا، والذي يلفظون اسمه هكذا (سيدي مَحمد بن عِبد الله) بفتح ميم محمد وكسر عين عبد الله، فنحن إذا عبدريون ـ بالراء ـ وعبدليون ـ باللام ـ نسبة إلى عبد الرحمن وعبد الله. جدنا الأول المنتقل من تلك الجهة إلى سيدي عقبة يوم تأسيس البلدة أو بعده عقبي بسكناه بها، ثم نحن من بعده إلى هذا اليوم عقبيون. أما والدتي فمن بلدة ليانة بالزاب الشرقي من عائلة «آل خليفة» الشهيرة بلقب «ابن خليفة».
ودعنا من تعداد الآباء والأجداد والمفاخرة بالألقاب والأنساب، لأن ذلك ليس بمذهب لي، فإني في جملة البشر أحسب، وإلى جدنا الأكبر وأبينا آدم أنسب، وإني في هذا المذهب أوافق صديقي معروف الرصافي حيث يقول:
ولله در الحريري السابق في هذا الميدان بقوله:
وخير من هذا كله قول الله عز وجل: "يا أيها الناس انا خلقناكم من ذكر وأنثى وجعلناكم شعوبا وقبائل لتعارفوا إن أكرمكم عند الله أتقاكم" وأرى من تمام الترجمة أن أقول لكم": إن مذهبي في الوطن هو مذهب القائل:
انتقالنا للحجاز
انتقلت عائلتنا مهاجرة من بلدة سيدي عقبة إلى الحجاز بقضها وقضيضها أنثاها وذكرها، صغيرها وكبيرها، سنة 1313 هــ قاصدة مكة المكرمة لحج الكعبة المشرفة في تلك السنة، فكنت في أفرادها الصغار لم ابلغ من التمييز الصحيح، ولولا رجوعي إلى هذه البلاد مؤخرا ما كنت لأعرف شيئا فيها.
استقرار عائلتنا بالمدينة
سكنت عتائلتنا أول سنة 1314 هـ ـ بعد الحج ـ المدينة المنورة حيث كان استقرارها بها وبها قبر أبوي وعمي وعم والدي وأختي، وجل من هاجر من أفراد عائلتنا كلهم دفنوا هنالك ببقيع الغرقد.
أما والدي فكانت وفاته ليلة الخامس من شهر شعبان 1320 هـ وانا عند رأسه أجس نبض آخر عرق كان يتحرك فوق صدغه، وكان قبل موته بنحو السنة والنصف مات شقيقه الوحيد ـ عمي ـ أثناء وجود والدي بهذه الديار التي رجع إليها إذ ذاك متفقدا حال أملاكهم التي تركوها هنا، وقد أتاح الله للأخوين الشقيقين ـ أبي وعمي ـ أن يدفنا في قبر واحد ويضمهما معا ذلك الجدث كما خرجا من بطن أم واحدة، وكان مأواهما في الثرى عند قبر الإمام مالك وبإزاء قبر إبراهيم ابن رسول الله صلى الله عليه وسلم.
كفالتي وتربيتي
بعد وفاة والدي بقيت مع شقيقي وشقيقتي واختي للأب تحت كفالة والدتي وقد «أدبني ربي فأحسن تاديبي»، وتربيت في حجر أمي يتيما غريبا لا يحوطني ولا يكفلني غير امرأة ليست بعالمة ولا صاحبة إدراك ورأي سديد، بل هي كنساء أهل هذه البلاد ولولا فضل الله علي وعنايته بي صغيرا يتيما لما كنت هديت سواء السبيل فـ﴿الْحَمْدُ لِلَّهِ الَّذِي هَدَانَا لِهَٰذَا وَمَا كُنَّا لِنَهْتَدِيَ لَوْلَا أَنْ هَدَانَا اللَّهُ﴾.
تعلمي وقراءتي القرآن
قرأت القرآن على أساتذة مصريين برواية حفص ثم شرعت على عهد والدتي بقراءة العلم بالحرم النبوي لا يشغلني عنه شاغل ولا يصدني عنه شيء، حيث كان أخي الأصغر مني سنا هو الذي تكلفه والدتي بقضاء ما يلزم من الضروريات المنزلية وقد ادركت سر الانقطاع لطلب العم وفهمت جيدا قول الإمام الشافعي: «لو كلفت بصلة، ما تعلمت مسألة».
بعد أن أصبحت أنا القائم بشؤوني والمتولي أمر عائلتي ونفسي، أخذت إذ ذاك من العلم بقسط شعرت معه بواجباتي الدينية والدنيوية، وما كدت أدرك معنى الحياة وأتناول الكتابة في الصحف السيارة وأنظم الشعر واتمكن من فهم فن الأدب ـ الذي هو سمير طبعي، وضمير جمعي ـ حتى فاجأتنا حوادث الدهر، ونوائب الحدثان، وجلها كان على إثر الحرب العالمية التي شتتت الشمل وفرقت الجمع، فسحقا لها سحقا، وبعدا لما أبقته من آثارها السيئة بعدا.
«كيف أبعدت عن المدينة»؟:
تناولت الكتابة في الصحف الشرقية قبل الحرب العمومية أمدا غير طويل فعدني بعض رجال تركيا الفتاة من جملة السياسيين، وأخرجوني في جملة أنصار النهضة العربية مبعدا من المدينة المنورة على إثر قيام «الشريف حسين بن علي» في وجوههم بعد الحرب إلى المنفى في أرضهم «الروم ايلي» أولا فالأناضول ثانيا، وهناك بقيت أكثر من سنتين مبعدا في جملة الرفاق عن أرض الحجاز وكل بلاد العرب، ثم انتهت الحرب الكبرى بعد الهدنة يوم 11 نوفمبر 1918 م، ونحن إذ ذاك مع عائلتنا التي التحقت بنا بعد خراب المدينة في بلدة «ازمير» ومنها كان رجوعنا معشر أهالي المدينة المنورة إلى الحجاز، وما وصلت أنا إلى مكة المكرمة حتى لقينا من لدن جلالة «الملك حسين» كل ما هو أهله من الإكرام والإجلال، وهناك عينت مديرا لجريدة «القبلة» و«المطبعة الأميرية» يجري علي من سيل انعامه وإكرامه ما لا أستطيع مجازاته عنه بطويل الشكر وعريضه.
رجوعي إلى بلاد الجزائر
ولما وقع من الاعتداء على أملاكنا التي لا تزال على ذمتنا ببلدة سيدي عقبة ولما كنت أتوقعه من عدم استتباب الأمن واستقرار الأمر في الحجاز للشريف حسين، غادرت تلك البلاد المقدسة إلى هذه البلاد الجزائرية بنية قضاء مآربي هنا وعمل ما يجب عمله في قضية أملاكنا مع المعتدي عليها، ثم الرجوع إلى الحجاز إذا رجعت المياه إلى مجاريها. وها أنا ذا الآن أسكن منذ ست سنوات بلدة بسكرة من يوم قدومي إلى هذه البلاد وهو يوم 4 مارس 1920 م ـ إلى هذا اليوم، من حيث قدومي إلى هذه الديار لم أشتغل بعمل عمومي ذي بال كما أني لم أتعاط الكتابة والنشر في الصحف لأني أعتبر نفسي منذ رجوعي من الحجاز وبعدما وقع من الحوادث المقلقة السالبة لكل أسباب الراحة - بل المفقدة للحياة - وبعدما مر على رأسي من الليالي المزعجات ـ قد خرجت من الحياة السياسية بالكلية وبعدت عن العلم وأسبابه بعد ما بين المشرق والمغرب.
ولكني منذ أشهر أبديت بواسطة صحافتنا الجديدة بعض آراء وأفكار في مسائل تخص العلم والدين فلم يرق ذلك لبعض الجامدين، وثارت ثائرة من لا يزالون يحبون الاصطياد في الماء العكر، وقام دعاتهم في وجهي يصدون الناس عن سبيل الله يبغونها عوجا، وإني لمواجه لكل صدماتهم، ومجابهتهم وجها لوجه كيفما كانوا ما دمت أعتقد أني على الحق بالرغم عن تجردي من كل عدة يعدها الخصمان.
وما أنا في محاربتهم ـ والحالة هذه ـ «إلا كساع إلى الهيجا بغير سلاح» وما أجادلهم إلا بالتي هي أحسن ما دموا عن الحق غير معرضين. أما المنافقون منهم والمارقون الذين يرتدون عن دينهم في كل يوم مرة أو مرتين فأولئك هم الذين أغلظ عليهم أحيانا وأعاملهم بما يستحقون. وما سلاحي الذي أبارزهم به إلا صبابة مما كان علق بالذهن وبقية في الوطاب من آثار التربية الإسلامية والعلم الصحيح، وهم في كل محاولاتهم «يريدون أن يطفئوا نور الله بأفواههم ويأبى الله إلا أن يتم نوره ولو كره الكافرون» و«سيحكم الله بيني وبينهم وهو خير الحاكمين».

## نماذج من شعر «الطيب العقبي» في الفترة الحجازية
أخبر الأمير شكيب أرسلان الشيخ الطيب العقبي بولد له سماه «غالبا» رجاء أن يكون له الغلب في تلك الحرب، وقال له: «فأنا ـ والحمد لله ـ أبو غالب من الآن»، فضمن الشيخ الطيب العقبي هذا المعنى في قوله:
وأرسل شكيب أرسلان إلى الشيخ الطيب العقبي صورة قائلا: «هذا رسم صغير أرسله لك تذكار حب وود». فكتب له الشيخ الطيب هذين البيتين على ذلك الصورة قائلا:
يشير إلى قول الشاعر القديم:
أما في رسمه هو ـ الطيب العقبي ـ فيقول فيه:
ويقول الشيخ الطيب العقبي في خصومه الذين لا يأبه بهم ولا يقيم لهم وزنا في الحقيقة والواقع:
ويقول في الزواج بالأميات غير المهذبات وغير المؤدبات:
وتدخل شاعرنا ـ العقبي ـ في قضية شائكة بين شاعرين كبيرين قديم وحديث، القديم هو الشاعر الفيلسوف أبو العلاء المعري والحديث هو أمير الشعرا أحمد شوقي. فالمعري ينعي على أبيه ويلومه انه كان سببا في ميلاده، ومجيئه إلى هذا العالم الظالم المظلم الذي لا خير فيه إلا الشقاء والأسى والحزن والمحن والأزراء، ولذلك تعهد هو ـ المعري ـ ألا يتزوج ويعيش أعزبا في الدنيا، لكي لا يكون سببا في مجيء أبناء لهذا العالم المليء بالآفات والموبقات، وبقي كذلك أعزبا حتى مات، وأمر أن يكتب على قبره بعد مماته هذا البيت:
وأحمد شوقي لا يرى هذا الرأي بل يعاكسه ويطلب من العقلاء والحكماء أن ينصفوه فيقول شوقي:
فتدخل شاعرنا العقبي حكما في هذه القضية بين الشاعرين فقال:
وفي الغزل العفيف يذكر زيارة الطيف في المنام مضمنا بيت شعر لأبي الطيب المتنبي وهو قوله:
فقال العقبي:
ويقول في مناسبة أخى يشير إلى سحر العيون وأثر الجفون:
ويقول في بعض الآفات الاجتماعية كالخمر والفجور:
ويرد على بعض المناوئين له فيقول:
من مقال للشيخ محمد الصالح رمضان بعنوان «الطيب العقبي الأديب الشاعر» نشر بجريدة البصائر العدد 201.

## وفاته
توفي الشيخ الطيب العقبي في 21 مايو/ أيار 1961 م، قبل عام واحد من استقلال الجزائر، ودفن في مقبرة شعبية، وكانت جنازته جنازة مهيبة حضرها قرابة خمسة آلاف شخص.

## مواضيع ذات صلة
- قائمة أعلام الجزائريين